# Benissa
Benissa – gmina w Hiszpanii, w prowincji Alicante, we wspólnocie autonomicznej Walencja, o powierzchni 69,71 km². W 2011 roku liczyła 13 808 mieszkańców.